# Custodi di quella Fede
Custodi di quella Fede é uma encíclica antimaçónica do Papa Leão XIII, datada de 18 de Dezembro de 1892, dirigida ao povo italiano. Ela acompanhou outra carta apostólica com o idêntico teor contra a maçonaria, em Inimica Vis, mas dirigida aos seus bispos com o objectivo de a reforçar.
Ele pede aos católicos no sentido trabalharem mais contra as organizações secretas maçónicas, protegendo as famílias contra essa infiltração na sociedade, estabelecendo instituições católicas, como escolas, sociedades de mutualismo e imprensa social. De modo geral, exortou os católicos a fugirem das associações seculares e não religiosas.